# George Coe
George Coe (New York, 10 maggio 1929 – Santa Monica, 18 luglio 2015) è stato un attore e regista statunitense.
Frequentò l'Università di Hofstra di New York e l'Accademia americana di arti drammatiche.
Ottenne una candidatura agli Oscar 1969 come regista del cortometraggio De Düva: The Dove.

## Filmografia

### Cinema
- De Düva: The Dove, regia di George Coe, Anthony Lover (1968)
- La fabbrica delle mogli (The Stepford Wives), regia di Bryan Forbes (1975)
- Baci da Parigi (French Postcards), regia di Willard Huyck (1979)
- Kramer contro Kramer (Kramer vs. Kramer), regia di Robert Benton (1979)
- Delitti inutili (The First Deadly Sin), regia di Brian G. Hutton (1980)
- Libertà poco vigilata (Bustin' Loose), regia di Oz Scott (1981)
- Computer per un omicidio (The Amateur), regia di Charles Jarrott (1981)
- Entity (The Entity), regia di Sidney J. Furie (1981)
- The House of God, regia di Donald Wrye (1984)
- Micki e Maude (Micki + Maude), regia di Blake Edwards (1984)
- Il mio nome è Remo Williams (Remo Williams: The Adventure Begins), regia di Guy Hamilton (1985)
- Palle d'acciaio (Head Office), regia di Ken Finkleman (1985)
- Appuntamento al buio (Blind Date), regia di Blake Edwards (1987)
- Best Seller, regia di John Flynn (1987)
- Cugini (Cousins), regia di Joel Schumacher (1989)
- The End of Innocence, regia di Dyan Cannon (1990)
- Stoffa da campioni (The Mighty Ducks), regia di Stephen Herek (1992)
- Gospa, regia di Jakov Sedlar (1995)
- Nick and Jane, regia di Ricgard Mauro (1997)
- Codice Omega (The Omega Code), regia di Robert Marcarelli (1999)
- Big Eden, regia di Thomas Bezucha (2000)
- A rumor of angels - La voce degli angeli, (A Rumor of Angels), regia di Peter O'Fallon (2000)
- Diamond Men, regia di Dan Cohen (2000)
- Corporate Affairs, regia di Dan Cohen (2008)
- Slice of Water, regia di Kellie Madison (2009)
- Funny People, regia di Judd Apatow (2009)
- Bathtub Picnic, regia di Kellie Madison (2010)
- Chez Upshaw, regia di Bruce Mason (2012)
- 13 peccati (13 Sins), regia di Daniel Stamm (2014)

### Televisione
- The Doctors – serie TV (1963)
- For the People – serie TV, un episodio (1965)
- Somerset – serie TV (1971-1972)
- How to Succeed in Business Without Really Trying – film TV (1975)
- Big Blonde – film TV (1980)
- Kent State – film TV (1981)
- Broken Promise – film TV (1981)
- Red Flag: The Ultimate Game – film TV (1981)
- The Country Girl, regia di Gary Halvorson e Michael Montel – film TV (1982)
- Dreams Don't Die – film TV (1982)
- Drop-Out Father – film TV (1982)
- Listen to Your Heart, regia di Don Taylor – film TV (1983)
- Rage of Angels – film TV (1983)
- Signore e signori buonasera (Goodnight, Beantown) – serie TV, 5 episodi (1983)
- Sessions – film TV (1983)
- Hill Street giorno e notte (Hill Street Blues) – serie TV, 3 episodi (1983)
- He's Not Your Son – film TV (1984)
- My Wicked, Wicked Ways: The Legend of Errol Flynn – film TV (1985)
- American Playhouse – serie TV, 2 episodi (1984-1985)
- Mai dire sì (Remington Steele) – serie TV, un episodio (1985)
- Agenzia Luna Blu (Moonlighting) – serie TV, un episodio (1985)
- Casa Keaton (Family Ties) – serie TV, un episodio (1986)
- Blood & Orchids – film TV (1986)
- Simon & Simon – serie TV, un episodio (1986)
- The Paper Chase – serie TV, un episodio (1986)
- Dallas – serie TV, 2 episodi (1986)
- Top Secret (Scarecrow and Mrs. King) – serie TV, 3 episodi (1986)
- Saturday Night Live – serie TV, 10 episodi (1975-1986)
- Uncle Tom's Cabin – film TV (1987)
- Why on Earth? – film TV (1988)
- Magnum, P.I. – serie TV, un episodio (1988)
- Cuori senza età (The Golden Girls) – serie TV, un episodio (1988)
- Max Headroom – serie TV, 14 episodi (1987-1988)
- Shootdown – film TV (1988)
- Volo KAL 007 - Alla ricerca della verità (Shootdown), regia di Michael Pressman – film TV (1988)
- Those She Left Behind – film TV (1989)
- My Name Is Bill W. – film TV (1989)
- The Hollywood Detective – film TV (1989)
- The Tracey Ullman Show – serie TV, un episodio (1989)
- Colombo (Columbo) – serie TV, un episodio (1989)
- Matlock – serie TV, un episodio (1989)
- Amen – serie TV, un episodio (1990)
- Le inchieste di padre Dowling (Father Dowling Mysteries) – serie TV, un episodio (1990)
- In famiglia e con gli amici (Thirtysomething) – serie TV, 2 episodi (1987-1990)
- Fine Things – film TV (1990)
- Murphy Brown – serie TV, un episodio (1990)
- Dedicato a mia figlia (To My Daughter) – film TV (1990)
- Star Trek: The Next Generation - serie TV, episodio 4x15 (1991)
- E giustizia per tutti (Equal Justice) – serie TV, 4 episodi (1991)
- Giudice di notte (Night Court) – serie TV, un episodio (1991)
- Avvocati a Los Angeles (L.A. Law) – serie TV, 8 episodi (1986-1991)
- Che magnifico campeggio (Camp Candy) – serie TV, un episodio (1992)
- Crossroads – serie TV, un episodio (1992)
- The Human Factor – serie TV, un episodio (1992)
- Something to Live for: The Alison Gertz Story – film TV (1992)
- Corsie in allegria (Nurses) – serie TV, un episodio (1992)
- La signora in giallo (Murder, She Wrote) - serie TV, episodi 7x07-9x01 (1990-1992)
- Law & Order - I due volti della giustizia (Law & Order) – serie TV, un episodio (1993)
- Joe's Life – serie TV, un episodio (1993)
- Cosby indaga (The Cosby Mysteries) – serie TV, un episodio (1995)
- New York Undercover – serie TV, un episodio (1995)
- Cagney & Lacey: The View Through the Glass Ceiling – film TV (1995)
- Quell'uragano di papà (Home Improvement) – serie TV, un episodio (1997)
- Jenny – serie TV, un episodio (1998)
- Jarod il camaleonte (The Pretender) – serie TV, un episodio (1998)
- The Practice - Professione avvocati (The Practice) – serie TV, un episodio (1998)
- La tata (The Nanny) – serie TV, un episodio (1998)
- Da un giorno all'altro (Any Day Now) – serie TV, un episodio (1999)
- Working – serie TV, 9 episodi (1998-1999)
- Due ragazzi e una ragazza (Two Guys, a Girl and a Pizza Place) – serie TV, un episodio (1999)
- Ladies Man – serie TV, 2 episodi (2000)
- Bull – serie TV (2000)
- The Lone Gunmen – serie TV, un episodio (2001)
- Becker – serie TV, un episodio (2001)
- Smallville – serie TV, un episodio (2002)
- West Wing - Tutti gli uomini del Presidente (The West Wing) – serie TV, 3 episodi (2001-2002)
- Crossing Jordan – serie TV, un episodio (2002)
- The Division – serie TV, un episodio (2003)
- Giudice Amy (Judging Amy) – serie TV, un episodio (2003)
- Una mamma per amica (Gilmore Girls) – serie TV, un episodio (2005)
- Numb3rs – serie TV, un episodio (2005)
- Cold Case - Delitti irrisolti (Cold Case) – serie TV, episodio 3x17 (2006)
- Bones – serie TV, un episodio (2007)
- Celebrity Deathmatch – serie TV, 3 episodi (2006-2007)
- The King of Queens – serie TV, un episodio (2007)
- Curb Your Enthusiasm – serie TV, 2 episodi (2002-2007)
- Private Practice – serie TV, un episodio (2007)
- Nip/Tuck – serie TV, un episodio (2007)
- Supernatural – serie TV, un episodio (2008)
- Grey's Anatomy - serie TV, episodio 5x07 (2008)
- Star Wars: The Clone Wars – serie TV, 2 episodi (2009)
- Wilfred – serie TV, un episodio (2011)
- Due uomini e mezzo (Two and a Half Men) – serie TV, un episodio (2013)

### Doppiatore
- Transformers 3 (2011)
- La leggenda di Korra (The Legend of Korra) – serie TV, un episodio (2012)
- Archer – serie TV, 20 episodi (2009-2013)

## Doppiatori italiani
Nelle versioni in italiano delle opere in cui ha recitato, George Coe è stato doppiato da:
- Giorgio Piazza in Appuntamento al buio, Best Seller
- Carlo Reali in Cugini, Private Practice
- Dante Biagioni in West Wing - Tutti gli uomini del Presidente, Due uomini e mezzo
- Luciano Melani in La fabbrica delle mogli
- Gianni Marzocchi in Kramer contro Kramer
- Arturo Dominici  in Delitti inutili
- Pino Locchi in Palle d'acciaio
- Vittorio Congia in Moonlighting
- Mario Mastria in Top Secret
- Mario Bardella in Max Headroom
- Ruggero De Daninos in Volo KAL 007 - Alla ricerca della verità
- Renato Mori in Star Trek: The Next Generation
- Pino Ferrara in La signora in giallo
- Giorgio Lopez in A rumor of angels - La voce degli angeli
- Gil Baroni in Smallville
- Pietro Biondi in Una mamma per amica
- Sergio Fiorentini in Cold Case - Delitti irrisolti
- Maurizio Scattorin in Nip/Tuck
- Paolo Lombardi in Grey's Anatomy
- Vincenzo Ferro in Funny People
- Gianni Musy in Volo KAL 007 - Alla ricerca della verità (ridoppiaggio)

Da doppiatore è stato sostituito da:
- Vittorio Battarra in Archer